# Wackelstein von Boscartus

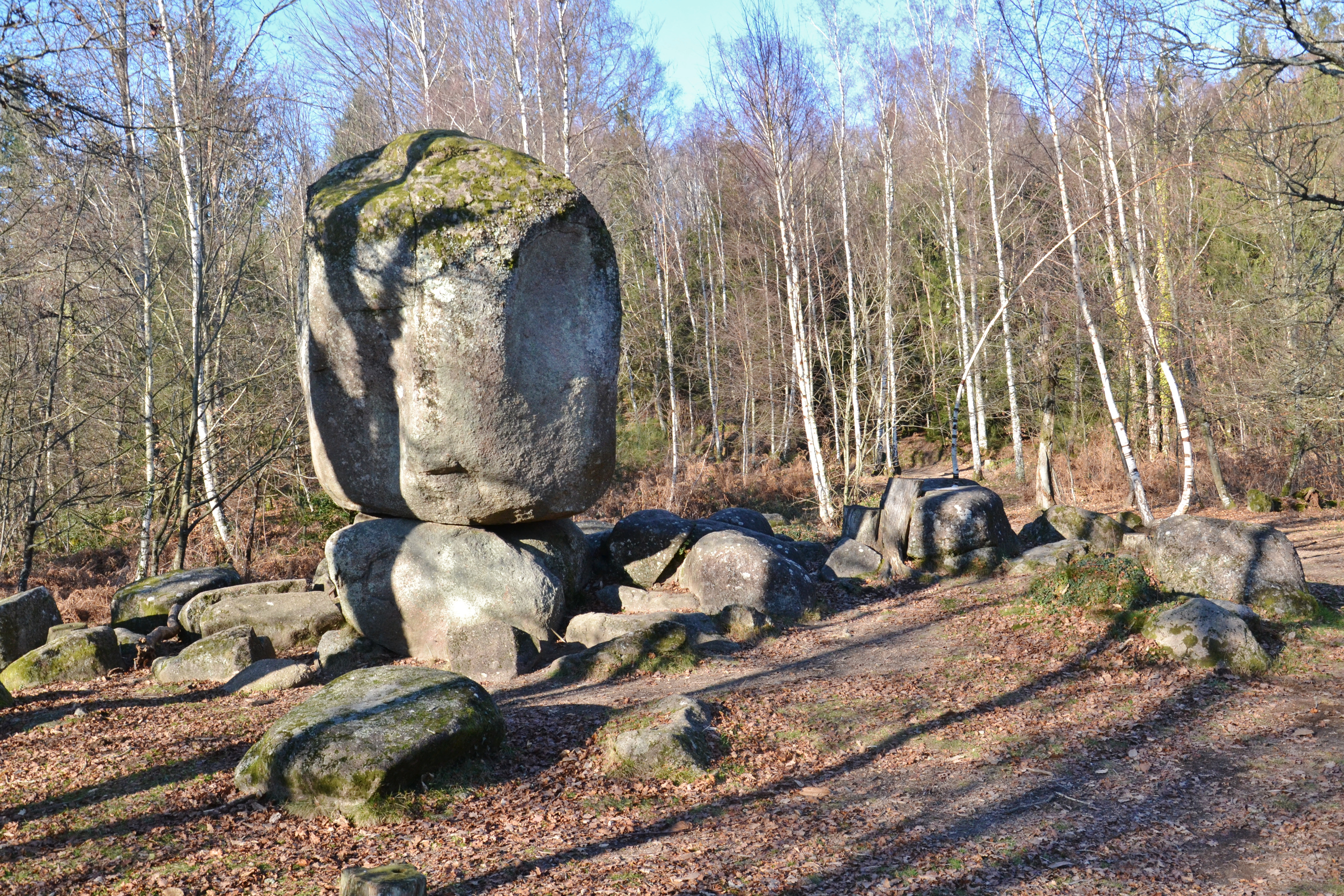
Wackelstein von Boscartus

Der Wackelstein von Boscartus (französisch Pierre branlante, auch pierre tournante, pierre tournoise, pierre tournisse, pierre tremblante oder pierre-qui-vire genannt) ist einer von über 30 Wackelsteinen in Frankreich. Er steht zwischen Boscartus und Lavaud im Bois du Rat in den Monts de Blond in Cieux bei Bellac im Norden des Département Haute-Vienne.
Vor Boscartus führt ein ausgeschilderter Weg zu dem nach Süden geneigten, 120 Tonnen wiegenden Granitblock von 45 m³, den ein Stoß mit der Hand von Osten nach Westen wackeln lässt. Er soll früher als Gerichtsort gedient haben. Wenn es einem Angeklagten gelang, ihn zu bewegen, wurde er freigesprochen. Der Begriff Pierre branlante bezeichnet auch Steine, die sich nach Überlieferungen an bestimmten Tagen oder in bestimmten Nächten des Jahres bewegen.